# 코우즈키 미와
코우즈키 미와(倖月 美和, 1975년 3월 6일 ~ ) 또는 고즈키 미와는 일본의 여성 성우. 81 프로듀스 소속. 나가노현 출신.

## 출연작품

### TV 애니메이션
1992년
- 짱구는 못말려 (하즈키)

2002년
- 아따맘마 (리나)

2004년
- Wind -a breath of heart- (하루카제 미나모)
- MAJOR 1st season (미키)

2005년
- 메르헤븐 (베니)

2006년
- 키라링☆레볼루션 (냐아(다봉), 타나카 에이코)

2008년
이나즈마일레븐 (미야사카 료)

### OVA
2001년
- Canvas ~세피아 색의 모티브~(타치바나 아마네)

### 극장판
2002년
- 피아캐롯에 어서오세요 극장판 ~사야카의 사랑이야기~(아이자와 토모미)

2003년
- 극장판 포켓몬스터 어드벤스 제네레이션 칠야의 소원성 지라치 (포켓몬들)

2006년
- 짱구는 못말려 극장판 전설을 부르는 춤! 아미고! (하즈키)

### 게임
1998년
- With You ~바라보고 싶어~ (시가라키 미아코)
- Pia캐롯에 어서오세요!!2 SS판 (아이자와 토모미)

2000년
- 동창회 again (사에키 카나코)
- Natural2 -DUO- PC판 (에자키 히나미) : ひなたぼっ子 명의
- Canvas ~세피아 색의 모티브~ (타치바나 아마네)
- Pia캐롯에 어서오세요!!2.2 (아이자와 토모미)

2001년
- Pia♥캐롯에 어서오세요!!3 (아이자와 토모미)

2002년
- Princess Knights (나오)

2003년
- Wind -a breath of heart- DC·PS2판 (하루카제 미나모)
- 그로우 랜서IV (엘레나)

2004년
- Quest of D (여자 목소리3 로리)
- 수월 ~미심~ (마키노 나나미)

2005년
- Natural2 -DUO- 연분홍색의 계절 (에자키 히나미)
- 이리스의 아틀리에 이터널 마나2 (비제 브란시몬)
- 무사시전II 브레이드 마스터 (미세라 공주)
- 북두의 권 (린)

2006년
- 이리스의 아틀리에 그란판타지즘 (노에이라 마텔, 마나 마텔)

2007년
- 프린세스 메이커 5 (쿠로다 아야)

2008년
- D.C. ~다카포~ the Origin (아마카세 미하루, 우타마루)